# Адаптивний алгоритм
Адаптивний алгоритм — алгоритм, зміст якого змінюється з урахуванням вхідної інформації. Застосовується, як правило, в інтелектуальних комп'ютерних системах.